# Productos culturales
Un producto cultural es creado por la industria cultural con contenidos simbólicos, y destinados finalmente a los mercados de consumo con una función de reproducción ideológica y social. (Información falsa)

## Historia
Algunos de los productos culturales son elaborados por los medios de comunicación, hasta mediados de la década de 1970, se consideraba que los medios de comunicación tenían una capacidad ilimitada para manipular ideológicamente a las audiencias.  Con las aportaciones de los estudios culturales sobre la polisemia de los mensajes (la existencia de significados hegemónicos y alternativos en un mismo contenido) se empezó a modificar la percepción sobre la capacidad de las audiencias para resistir y negociar los valores dominantes de estos.
A finales de la década de 1970, Stuart Hall había concluido, que la polisemia podría propiciar lecturas (interpretaciones) dominantes, negociadas u oposicionales en los receptores. 	
El tipo de decodificación dependería, en cada caso, de diferentes aspectos o mediaciones, desde la clase social, hasta el contexto y las prácticas culturales de los grupos receptores. 
Tales interpretaciones diferenciadas, no se dan estrictamente en el plano individual; esta posición, destaca la pertenencia de los individuos a diferentes subculturas. 
David Morley, integrante del Centro para el Estudio de las Culturas Contemporáneas de Birminghan, puso a prueba el modelo de Stuart Hall con distintos grupos diferenciados por ocupación, género y raza, tomando como base el programa televisivo Nationwide. 
De acuerdo con Morley, era importante analizar la recepción televisiva grupal -más que la individual-, para rastrear las relaciones de sujetos producidos socialmente, y la dimensión social que estos grupos tenían en común.
La ocupación, siguiendo a Hall, era la variable determinante , ya que definía la clase social a la que pertenecían los participantes, no obstante, Morley consideró que éste había subestimado el rol de la clase social y en trabajos posteriores encontró que en la recepción televisiva, el sexo y la situación familiar son igual de importantes.

## Audiencia activa
John Fiske,  considera que las sociedades capitalistas avanzadas consisten en una gran variedad de grupos sociales y subculturas que se mantienen unidas en una cadena de relaciones sociales donde el factor primordial es la distribución diferencial del poder.
Rechaza “que los receptores no se percatan de las prácticas ideológicas en las que participan al consumir y disfrutar el bien cultural. Yo no creo que la gente esté compuestas de idiotas culturales [cultural dopes]; no se trata de una masa pasiva e indefensa incapaz de discriminar, a merced económica, cultural y política de los barones de la industria”.
Según Fiske, el pensamiento marxista más reciente considera que hay una multiplicidad de ideologías que promueven el capitalismo de diversas maneras en distintos sujetos.
En estos términos, las audiencias de los medios tienen formas culturales e intereses propios que difieren y en ocasiones chocan con aquellos de los productores de bienes culturales.
Para que un bien cultural sea popular, debe ser capaz de satisfacer los diversos intereses de los receptores en que es popular, así como los de sus productores. 
Siguiendo a Foucault, Fiske argumenta que las ideologías alternativas que se oponen a la dominante entre los sectores subalternos les permiten producir significados y disfrutes de resistencia, que constituyen en sí mismos una forma de poder social.

## Desincorporación
Proceso mediante el cual quienes no tienen poder roban elementos de la cultura dominante y los usan para sus propios intereses -en ocasiones de oposición o subversivos-. 

## Análisis de recepción
En distintas medidas , busca integrar la tradición de las ciencias sociales (usos y gratificaciones, efectos) con la literario humanista (crítica literaria y estudios culturales), realiza simultáneamente análisis del contenido de los medios y su recepción por parte de segmentos específicos de la audiencia, considera a los miembros del público como “individuos activos que pueden realizar una variedad de cosas con los medios en términos de consumo, decodificación y usos sociales”,  considera que las prácticas culturales y los actos interpretativos individuales son independientes de las estructuras económicas y políticas prevalecientes.
Para este enfoque, las audiencias “decodifican o interpretan los textos comunicacionales en formas relacionadas con las circunstancias sociales y culturales, y con la manera en que experimentan subjetivamente dichas circunstancias”. Los grupos que reciben o interpretan los mensajes de los medio se denominan comunidades interpretativas o subculturas.

## Modelos teóricos sobre el consumo de productos culturales
Modelo 1: El consumo es el lugar de reproducción de la fuerza de trabajo y de expansión del capital.
Identifica al consumo de bienes y servicios como una manipulación por parte de la clase dominante de una sociedad no
. Esta última inculca en los trabajadores, a través de la publicidad y otros medios , necesidades artificiales que los lleva a consumir y a reforzar así la expansión del capital.
Modelo 2: El consumo es el lugar donde las clases y los grupos compiten por la apropiación del producto social.
La gente ve al consumo como un canal de imposiciones verticales, pasan a considerarlo un escenario de disputas por aquello que la sociedad produce y por las maneras de usarlo.
Modelo 3: El consumo como lugar de diferenciación social y distinción simbólica entre los grupos.
En sociedades que se pretenden democráticas, el consumo es el área fundamental para construir y comunicar las diferencias sociales. Las diferencias entre las distintas clases se da no por los objetos que se poseen, sino por la forma en que se les utiliza.
Modelo 4: El consumo como sistema de integración y comunicación.
Adhesión diferencial a subsistemas culturales con diversas complejidad y capacidad de innovación.
Modelo 5: El consumo como escenario de conservación de los deseos.
Hay muchos elementos inconscientes en el consumo. Las personas actúan con frecuencia siguiendo “deseos sin objeto, impulsos que no apuntan a la posesión de cosas precisas o a la relación con personas determinadas, pese a ser difícilmente aprensible el deseo no puede ser ignorado cuando se analizan las formas de consumir”.
Modelo 6: El consumo como proceso ritual.
A través de los rituales, la sociedad selecciona y fija, mediante acuerdos colectivos, los significados que la regula”. 
En el consumo ocurren movimientos como la asimilación, rechazo, negociación y refuncionalización e intervienen escenarios descodificadores y reinterpretadores, donde el objeto a ser consumido es un texto abierto que exige la cooperación del consumidor para ser completado y significado.